# Tall as-Safi
Tall as-Safi (arab. ‏تلّ الصافي‎) – nieistniejąca już arabska wieś, która była położona w Dystrykcie Hebronu w Mandacie Palestyny. Wyludniona i zniszczona podczas I wojny izraelsko-arabskiej, po ataku Sił Obronnych Izraela w dniu 9 lipca 1948.

## Położenie
Tall as-Safi leżała na pograniczu wzgórz Szefeli z Judeą. Według danych z 1945 do wsi należały ziemie o powierzchni 28 925 ha. We wsi mieszkało wówczas 1290 osób.
| Własność gruntów | Powierzchnia gruntów [ha] |
| ---------------- | ------------------------- |
| Arabowie         | 27 794                    |
| Żydzi            | 1120                      |
| publiczne        | 11                        |
| Razem            | 28 925                    |

| Rodzaj użytkowanych gruntów | Arabowie [ha] | Żydzi [ha] |
| --------------------------- | ------------- | ---------- |
| drzewka oliwkowe            | 521           | 0          |
| uprawy nawadniane           | 696           | 0          |
| uprawy zbóż                 | 19 716        | 1115       |
| nieużytki                   | 7325          | 5          |
| zabudowane                  | 68            | 0          |

## Historia
Wykopaliska archeologiczne prowadzone na terenie wsi wskazują, że miejsce to było zamieszkałe już w V tysiącleciu p.n.e. W epoce żelaza istniało w tym miejscu duże miasto otoczone murem obronnym i fosą. Istnieją dowody, że znajdowało się tu filistyńskie miasto Gat. W okresie krzyżowców istniejąca w tym miejscu wieś była nazywana Blanch Garde (pol. Biała gwardia). Przy wiosce, w 1142 wybudowano zamek obronny Blanchegarde. Został on zdobyty w 1191 przez Saladyna, i odbudowany rok później przez Ryszarda I Lwie Serce. Po ponownym zniszczeniu, wieś utraciła swoje znaczenie na długie wieki. Przez długie lata większość mieszkańców żyła w nędzy w chatach z gliny i słomy.
W okresie panowania Brytyjczyków Tell as-Safi rozwijała się jako duża wieś.
Podczas I wojny izraelsko-arabskiej wieś znalazła się w rejonie, przez który przebiegała linia frontu izraelsko-egipskiego. W nocy z 8 na 9 lipca 1948 Siły Obronne Izraela rozpoczęły operację An-Far, podczas której Tall as-Safi została zajęta i całkowicie wysiedlona

## Miejsce obecnie
Rejon wioski Tall as-Safi pozostaje opuszczony.

Palestyński historyk Walid Chalidi tak opisał pozostałości Tall as-Safi:

Teren jest porośnięty dziką roślinnością, składającą się głównie z kaktusów, palm i drzew oliwnych. Zachowały się pozostałości kamiennego basenu. Tereny sąsiadujące są obsadzone przez izraelskich rolników drzewami cytrusowymi, słonecznikami i zbożem. W pobliżu kilka namiotów rozbili Beduini.